# Yiud
Yiud (hébreu : יעוד, litt. Mission) était un petit et éphémère parti politique israélien du milieu des années 1990.

## Histoire
Ce groupe s'est formé le 7 février 1994 durant la 13e session de la Knesset, lorsque trois parlementaires, Alex Goldfarb, Esther Salmovitz et Gonen Segev quittèrent le Tsomet après un désaccord avec le chef du parti, Rafael Eitan. Ils rejoignirent le gouvernement d'Yitzhak Rabin, Gonen Segev étant nommé ministre de l'Énergie et de l'Infrastructure, et Alex Goldfarb vice-ministre du Logement et de la Construction.
Le 27 novembre 1995, Alex Goldfarb et Esther Salmovitz quittèrent le parti pour former l'Atid, Gonen Segev restant seul membre. Le parti ne se présenta pas lors des élections législatives de 1996 et, par conséquent, disparu.